# Humieniec (rejon pustomycki)
Humieniec  (ukr. Гуменець) – wieś na Ukrainie, na terenie obwodu lwowskiego, w rejonie lwowskim (wcześniej w rejonie pustomyckim). Liczy ok. 258 mieszkańców.
Za II RP w powiecie lwowskim (województwo lwowskie). Od 1 sierpnia 1934 należała do gminy Ostrów.